# Evert Sandin
John Evert Sandin, född 24 oktober 1932 i Vikarbyn, Rättviks församling, Kopparbergs län, död 21 november 2015 i Leksands församling, Kopparbergs län,var en svensk spelman.
Sandin arbetade till vardags som lantbrevbärare även om musiken kom att ta större och större plats efter medverkan i radio och TV. Han fick sitt första skivkontrakt 1968 då han spelade in Gärdebylåten. Han framförde ofta sånger på rättviksmål; den mest kända är väl Stjinnbracka ma lucku (skinnbyxa med lucka, det vill säga i stället för gylf).
Trots att han mest var verksam i Dalarna så har hans skivor sålts i stora upplagor och resulterat i två guldskivor.
Han medverkade även i flera bygdespel, bland annat som skinnarmäster i Skinnarspelet i Malung.

## Diskografi
- 1968 - Gärdebylåten (EP)
- 1969 - Jässbôdsvisa (EP)
- 1970 - Fåsåsvisan (singel)
- 1970 - Helkul i Dalom
- 1971 - Attô (igen)
- 1973 - Stora daldansen går
- 1975 - Oka nu då ?
- 1978 - Stjinnbracka ma lucku
- 1979 - Dans tä mâ Evert
- 1979 - Dalasnoa (singel)
- 1981 - Ä bare tä ståk oppå
- 1986 - Så glader i mitt sinn
- 1996 - Evert Sandins bästa; samlings-cd
- 1998 - Stora Daladansen; samlings-cd
- 2005 - Så här låter Evert Sandin; samlings-cd

## Filmmusik
- 1971 – Sound of Näverlur